# Szczwół
Szczwół (Conium L.) – rodzaj roślin należący do rodziny selerowatych Apiaceae. Obejmuje 5–6 gatunków. Występują one w Eurazji, głównie w basenie Morza Śródziemnego. Jeden gatunek rośnie także w południowej Afryce. W Polsce występuje jeden gatunek – szczwół plamisty C. maculatum (ma status zadomowionego antropofita). Został on także zawleczony do Azji Wschodniej i Mikronezji. Roślina ta jest silnie trująca, dawniej wykorzystywana była także w ziołolecznictwie.

## Morfologia
PokrójRośliny zielne, dwuletnie, o łodygach pustych i nagich.
Liście3–4-krotnie pierzaste.
KwiatyZebrane w baldach złożony z licznymi zarówno pokrywami, jak i pokrywkami. Działki kielicha są drobne. Płatki korony białe, odwrotnie sercowate i wycięte.
OwoceOkrągłe lub jajowate, bocznie spłaszczone rozłupnie.

## Systematyka
Pozycja systematyczna
Rodzaj w obrębie rodziny selerowatych (baldaszkowatych) Apiaceae klasyfikowany jest do podrodziny Apioideae.
Wykaz gatunków
- Conium chaerophylloides (Thunb.) Eckl. & Zeyh.
- Conium divaricatum Boiss. & Orph.
- Conium fontanum Hilliard & B.L.Burtt
- Conium hilliburttorum Magee & V.R.Clark
- Conium maculatum L. – szczwół plamisty
- Conium sphaerocarpum Hilliard & B.L.Burtt